# سوارت پارکین
 سوارت پارکین (انگلیسی: Stuart Parkin؛ زاده ) یک فیزیک‌دان اهل بریتانیا است.